# Цистоскопия
Цистоскопия (от др.-греч. κύστις «<мочевой> пузырь») — медицинский метод исследования, осмотр внутренней поверхности мочевого пузыря, вид эндоскопии. Цистоскопия производится с помощью эндоскопа (катетер с оптической и осветительной системами), который вводят через мочеиспускательный канал (уретру).

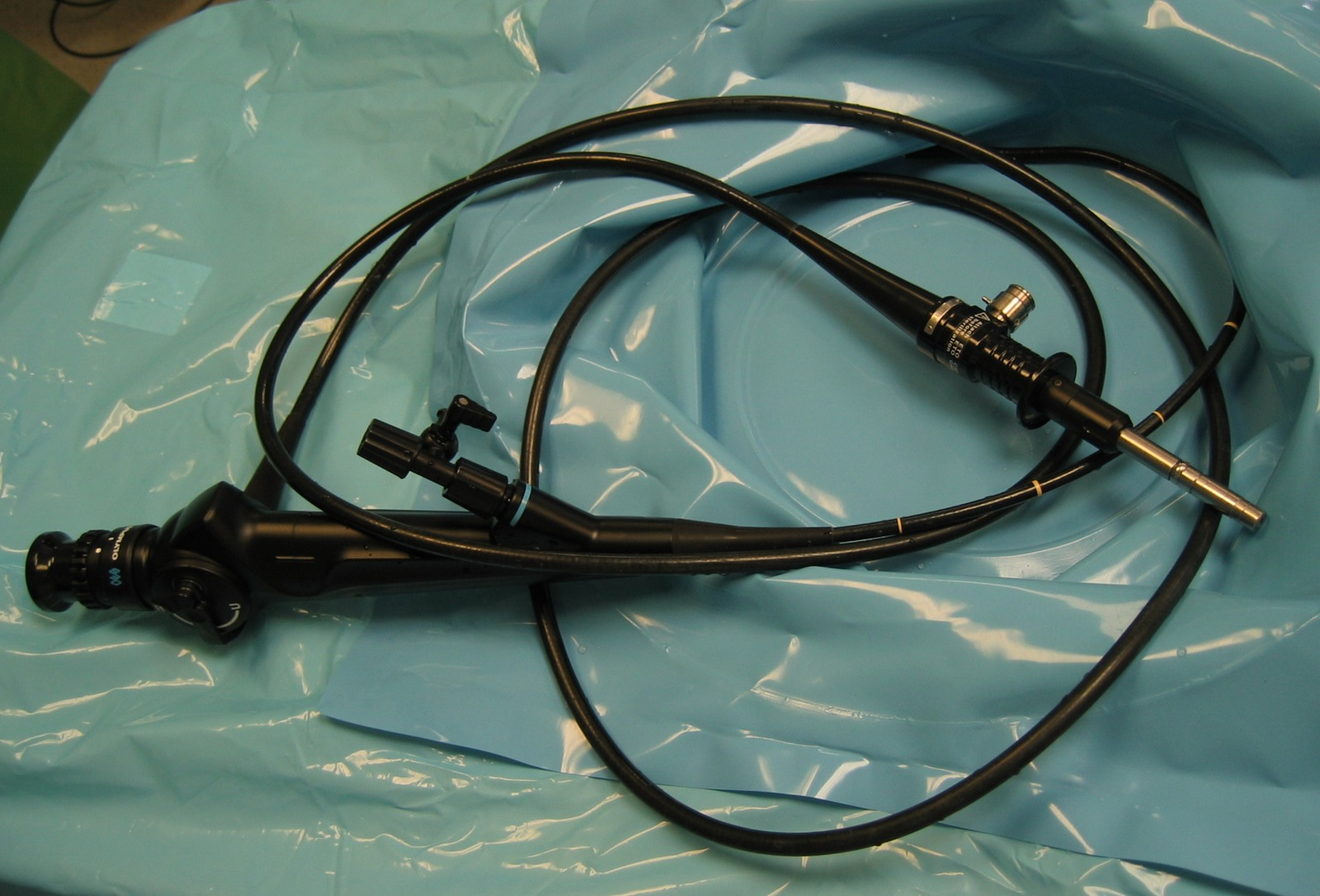
Стерильный подвижный цистоскоп в операционной

Начиная с применения в эндоскопии ламп накаливания, эндоскопия (в том числе и цистоскопия) получила общее распространение и значительно подвинула вперед диагностику болезней мочевыводящих путей. Особо важное значение до появления других методов диагностики, таких как УЗИ, имела цистоскопия для раннего распознавания опухолей мочевого пузыря и для определения местоположения, вида и величины инородного тела в полости пузыря. Таким образом, становилось возможным своевременное удаление опухолей и появлялась возможность извлекать инородные тела через естественные пути в таких случаях, где без цистоскопии пришлось бы прибегнуть к операции.
Цистоскопия служит также вспомогательным методом при распознавании некоторых почечных болезней. При обнаружении крови или гноя в моче иногда трудно решить, где находится болезненный процесс. С помощью цистоскопии возможно обследовать мочеиспускательный канал, мочевой пузырь, наконец, установить в поле зрения отверстия мочеточников и наблюдать, кровоточит ли почка и которая именно, выделяется ли гной из одного или обоих мочеточников. Благодаря цистоскопии удаётся катетеризировать мочеточники и получить отделяемое каждой почки отдельно для исследования. При необходимости удаления почки вопрос о работоспособности второй почки, являющийся вопросом жизни и смерти для пациента, может решаться посредством цистоскопии (см. также: острая почечная недостаточность и хроническая почечная недостаточность).